# Bernhard Heinzmann
Bernhard Heinzmann (né le 20 août 1903 à Böhmenkirch, mort le 10 août 1942 au centre de mise à mort de Hartheim) est un prêtre catholique allemand résistant au régime nazi.

## Biographie
Bernhard Heinzmann est prêtre du diocèse d'Augsbourg. Alors vicaire à Starnberg, il dénonce la frénésie anti-française en 1930. Malgré des menaces, il prêche contre l'iconodulie hitlérienne et la « folie de la race ». Après avoir critiqué l'usage d'une chanson contre l'Italie en raison de l'universalité de l'Église catholique, chanson inspirant l'inimitié, sa hiérarchie le mute à plusieurs reprises, sans succès.
Au moment de l'Épiphanie en 1941, il est vicaire à Kronburg. Il est arrêté au presbytère puis emprisonné à Augsbourg. Il est envoyé au camp de concentration de Dachau en novembre 1941 puis au centre de mise à mort de Hartheim dans le cadre de l'Aktion 14f13 où il meurt gazé.
L'Église catholique allemande a inscrit Bernhard Heinzmann dans son martyrologe du XXe siècle.